# کفشک زرد
کفشک زرد (نام علمی: Buglossidium luteum) نام یک گونه از تیره کفشک‌ماهیان اصلی است.